# Cải xoăn
Cải xoăn hoặc borecole (loài Cải bắp dại Acephala Group) là một loại rau với lá xanh hoặc tím, trong đó lá ở giữa không tạo thành đầu. Nó được xem như có họ gần với bắp cải hơn hầu hết các loại rau trồng khác.
Các loài Cải bắp dại chiếm một số lượng lớn trong các loài rau xanh, bao gồm bông cải xanh, súp lơ, collard greens, và mầm brussels. Các nhóm cây trồng Acephala cũng gồm spring greens và collard greens, tương tự về gen. Pieris rapae là một trong những loài gây hại nổi tiếng nhất của cây trồng.

## Dinh dưỡng
Cải xoăn chứa rất nhiều chất dinh dưỡng, vitamin, folate và magie.

## Ích lợi

### Ngăn ngừaung thư
Cải xoăn là loại thực vật thuộc họ súp lơ và bắp cải, chứa rất nhiều chất dinh dưỡng giúp bạn ngăn ngừa bệnh ung thư. Đó là một trong những lý do tuyệt vời để bạn bổ sung loại rau này vào bữa ăn hàng ngày.
Ngăn ngừa ung thư buồng trứng: Loại rau này chứa các chất chống oxy hóa maempferol có khả năng giảm nguy cơ mắc bệnh ung thư buồng trứng.

### Đào thảiđộc tố
Cải xoăn được coi như một chất làm sạch cơ thể tự nhiên bởi nó có tác dụng đào thải các độc tố ra khỏi cơ thể của bạn. Ngoài ra, nó giúp cải thiện hệ miễn dịch và tăng cường năng lượng.

### Giảm cân
Cải xoăn có tỉ lệ chất xơ rất cao nhưng lại ít calo và không chứa chất béo. Một chén cải xoăn chỉ có 40 calo và 0g chất béo nhưng cung cấp tới 5g chất xơ. Vì vậy, cải xoăn rất tốt cho việc thúc đẩy quá trình tiêu hóa hiệu quả hơn. Nếu có ý định giảm cân, bạn cũng nên bổ sung loại rau này vào chế độ ăn hàng ngày. 

### Ngăn ngừaloãng xương
Ngoài những lợi ích kể trên, cải xoăn còn giàu calci giúp hệ xương chắc khỏe và hạn chế nguy cơ mắc bệnh loãng xương. Cải xoăn thậm chí còn cung cấp nhiều calci hơn sữa tươi. Chúng giúp ngăn ngừa tình trạng suy giảm xương và duy trì quá trình trao đổi chất hiệu quả.